# Список переименованных населённых пунктов Белгородской области
В данном списке приведены населённые пункты, расположенные согласно современному административно-территориальному делению в Белгородской области России, название которых изменялось.

## Б
- Чертолясов → Благодатный (сельский населённый пункт)[1]
- Бирюч → Будённый (1919) → Красногвардейское (1958) → Бирюч (2007)

## В
- Чепухино → Ватутино (сельский населённый пункт)[1]
- Дуровка → Вербное (сельский населённый пункт)[1]

## Г
- Гнилуша → Горовое (сельский населённый пункт)[1]
- Коробково → Губкин (1939)[2]

## Д
- Уразовский →  Дальний (1993)[3]

## З
- Гнилозайцево → Зайцево (сельский населённый пункт)[1]
- Коростовка → Зарницы (сельский населённый пункт)[1]
- Чёрная Поляна → Зеленая Поляна (сельский населённый пункт)[1]

## К
- Злыднево → Калиново (сельский населённый пункт)[1]
- Заморный → Ключевой (сельский населённый пункт)[1]

## Л
- Лучка-Жировка → Лучка (сельский населённый пункт)[1]

## Н
- Драный → Нива (сельский населённый пункт)[1]
- Грязная Потудань → Новоречье (сельский населённый пункт)[1]
- Царев Алексеев → Новый Оскол[4]

## О
- Воскресеновка → Микояновка (1938, посёлок городского типа) → Октябрьский (1960-е)[5]

## П
- Свинопогореловка → Перелески (сельский населённый пункт)[1]
- Кобылино → Песочная (сельский населённый пункт)[1]
- Голопузово → Подгорская (сельский населённый пункт)[6]
- посёлок Великомихайловского отделения Новооскольского племптицезавода → Полевой[1]
- Верхне-Боровая Потудань → Потудань (сельский населённый пункт)[1]
- посёлок центральной усадьбы Новооскольского племптицезавода → Прибрежный[1].
- Псинка → Пригорки (сельский населённый пункт)[1]
- Выпирайлов → Приовражный (сельский населённый пункт)[1]
- Коростово → Приосколье (сельский населённый пункт)[1]
- Ильинская Слобода → Александровское (село, в честь царствующего императора Александра II), в 1860-х годах → Александровский (посёлок), в 1968 году → Прохоровка (посёлок городского типа), в 1968 году[7]

## Р
- Посёлок геологоразведочной партии → Рудный[1]
- Дурнево → Рябиновка (сельский населённый пункт)[1]

## С
- Оскол (1593) → Старый Оскол (1647)[4]
- Малая Псинка → Суворово (сельский населённый пункт)[1]

## Я
- Кобыль-Яр → Ярское (сельский населённый пункт)[6]

## Источник
- Е. М. Поспелов. Имена городов: вчера и сегодня (1917—1992): Топонимический словарь. — Москва: Русские словари, 1993. — 249 с.
- Г. П. Смолицкая. Топонимический словарь Центральной России. — Москва: Армада-пресс, 2002. — 416 с.